# Стеценко Григорій Андрійович
Григо́рій Андрійович Стеце́нко  (нар. 1710, Ромни — пом. 1781) — маляр-монументаліст та портретист.

## Життєпис
Народився у Ромні в козацькій родині.
У 1742 році на замовлення Розумовських виконав настінні розписи у панському будинку в садибі «Покорщина» (Козелець).
З 1752 у Глухові — придворний маляр гетьмана Кирила Розумовського. Створив портрети родини Розумовських (Наталії (1746), Кирила й Олексія (1753)), численні ікони для палаців та іконостасів у Козельці, на яких у біблійних сюжетах зображено народні типажі.
Вершиною творчості Григорія Стеценка є іконостас собору в Почепі у стилі українське бароко.
З 1766 року, ставши значковим товаришем Лубенського полку, жив у Ромні, де далі малював ікони («Роменська Мадонна») і портрети сучасників.
Твори Григорія Стеценка зберігаються у київських музеях.